# Valeri Altabajev
Valeri Altabajev (Georgisch: ვალერი ალთაბაევი; Russisch: Валерий Алтабаев) (Bakoe, 23 mei 1940 - 28 november 2007) is een voormalig basketbalspeler.

## Carrière
Altabajev begon zijn loopbaan bij Dinamo Tbilisi in 1957. Met Dinamo won hij één keer het landskampioenschap van de Sovjet-Unie in 1968. Ook werd hij drie keer tweede in 1960, 1961 en 1969. In 1965 werd hij derde. In Europa won Altabajev de grootste prijs in 1962. Met Dinamo won hij de FIBA European Champions Cup door in de finale te winnen van Real Madrid uit Spanje met 90-83. In 1969 verloor hij de finale om de European Cup Winners' Cup van Slavia VŠ Praag uit Tsjecho-Slowakije met 74-80. In 1970 ging hij spelen voor BC Karisjchala. In 1972 stopte hij met basketbal.

## Erelijst
- Landskampioen Sovjet-Unie: 1
  - Winnaar: 1968
  - Tweede: 1960, 1961, 1969
  - Derde: 1965
- Bekerwinnaar Sovjet-Unie: 1
  - Winnaar: 1969
- FIBA European Champions Cup: 1
  - Winnaar: 1962
  - Runner-up: 1960
- European Cup Winners' Cup:
  - Runner-up: 1969